# David Schumacher
David Illingworth Schumacher (ur. 30 listopada 1931 w Adelaide, zm. 15 stycznia 2022) – australijski zapaśnik walczący w stylu wolnym. Olimpijczyk z Melbourne 1956, gdzie zajął szesnaste miejsce w kategorii do 67 kg.

## Letnie Igrzyska Olimpijskie 1956
| Konkurencja      | Rundy eliminacyjne       | Rundy eliminacyjne | Klas. końcowa |
| Konkurencja      | Przeciwnik I             | Przeciwnik II      | Miejsce       |
| ---------------- | ------------------------ | ------------------ | ------------- |
| 67 kg styl wolny | Shigeru Kasahara (JPN) P | Juan Rolón (ARG) P | 16.           |